# Ištarina vrata
Ištarina vrata (arabsko بوابة عشتار, perzijsko دروازه ایشتار) so bila osma vrata v notranjost Babilona. Zgrajena so bila okoli 575 pr. n. št. po ukazu kralja Nebukadnezarja II. na severni strani mesta. Izkopana so bila v začetku 20. stoletja in rekonstrukcija z originalnimi opekami je zdaj prikazana v Pergamonskem muzeju v Berlinu.

## Zgodovina
Vrata so bila posvečena babilonski boginji Ištar, vrata pa so bila zgrajena z glaziranimi opekami z izmenljivimi vrstami bas-reliefa zmajev (mušḫuššu) in turov, ki simbolizirajo bogova Marduka in Hadada. 
Streha in vrata mestnih vrat so bila iz cedrovine, glede na posvečen ploščo. Opeke v vratih so bile prekrite z modro glazuro, ki je predstavljala lapis lazuli, globoko moder poldrag kamen, ki so ga v antiki cenili zaradi njegove živahnosti. Te modre glazirane opeke so dajale fasadi dragocen sijaj. Skozi vrata je potekala procesijska pot, ki je bila obdana z zidovi, ki so prikazovali okoli 120 levov, bikov, zmajev in cvetov na emajlirani rumeni in črni glazirani opeki, ki simbolizirajo boginjo Ištar. Vrata so prikazovala samo bogove in boginje. Med njimi so bili Ištar, Hadad in Marduk. Med praznovanjem novega leta so kipi božanstev paradirali skozi vrata in po procesijski poti.
Vrata, ki so bila del obzidanih zidov, so veljala za eno prvih sedem čudes starega sveta. Na tem seznamu jih je zamenjal svetilnik v Aleksandriji iz tretjega stoletja pred našim štetjem.

## Izkopavanja in prikaz
Rekonstrukcija Ištarinih vrat in procesijske poti je bila zgrajena v Pergamonskem muzeju v Berlinu iz materiala, ki ga je izkopal Robert Koldewey in končal v tridesetih letih 20. stoletja. Vključuje napisno ploščo. So 14 m visoka in 30 m široka. Izkopavanje je potekalo od leta 1902 do leta 1914, v tem času pa je bilo odkritih 14 m temeljev vrat.
Claudius James Rich, britanski rezident iz Bagdada in zgodovinar samouk, je osebno raziskal Babilon, ker ga je zanimal. V vlogi učenjaka in zbiralca podatkov na terenu je bil odločen odkriti čudeže starodavnega sveta. Topografski zapisi C. J. Richa o ruševinah v Babilonu so bili prvi objavljeni leta 1815. V Angliji so bili ponovno natisnjeni najmanj trikrat. C. J.  Rich in večina obiskovalcev iz 19. stoletja so mislili, da je bil Babilon kraljeva palača in to so na koncu potrdila izkopavanja Roberta Koldeweyja, ko so našli dve palači kralja Nebukadnezarja in Ištarina vrata. Robert Koldewey, uspešen nemški arheolog, je opravil prejšnje delo za muzej v Berlinu, z izkopavanji pri Surghulu (starodavno mesto Nina) in Al-hiba (starodavni Lagaš) leta 1887. Koldeweyjev del izkopavanj v Babilonu se je začel leta 1899.
Metoda, s katero so bili zadovoljni z Britanci, je izkopal predore in globoke jarke, kar je škodovalo arhitekturi temeljev iz blata iz opeke. Namesto tega je bilo predlagano, da se ekipa izkopavanj osredotoči na table in druge predmete, namesto da bi jih nabirala na razpadajočih stavbah. Kljub uničujoči naravi uporabljene arheologije je bilo snemanje podatkov precej bolj temeljito kot v prejšnjih mezopotamskih izkopavanjih. Walter Andre, eden od mnogih pomočnikov Koldeweyja, je bil arhitekt in tehnični risar, prvi v Babilonu. Njegov prispevek je bila dokumentacija in rekonstrukcija Babilona. Na tem mestu je bil zgrajen majhen muzej, Andre pa je bil prvi direktor muzeja.
Ena izmed najbolj zapletenih in impresivnih arhitekturnih rekonstrukcij v zgodovini arheologije je bila obnovitev babilonskih Ištarinih vrat in procesijske poti v Berlinu. Stotine zabojev delcev opeke je bilo skrbno razslojeno, nato pa sestavljeno skupaj. Fragmenti so bili združeni z novimi opekami, pečenimi v posebej zasnovani peči, da bi ponovno ustvarili pravilno barvo in končno obdelavo. Bila so dvojna vrata; del, ki je danes prikazan v Pergamonskem muzeju je manjši, čelni del. Večji, zadnji del je bil prevelik, da bi ustrezal omejitvam strukture muzeja in je v skladišču.
Deli vrat in levi s procesijske poti so v različnih drugih muzejih po vsem svetu. Le štirje muzeji so pridobili zmaje, medtem ko so levi odšli v več muzejev. Muzej arheologije v Carigradu ima leve, zmaje in ture. Ny Carlsberg Glyptotek v Københavnu na Danskem ima enega leva, enega zmaja in enega tura. Detroitski inštitut za umetnost ima zmaja. Muzej Röhsska v Göteborgu na Švedskem ima zmaja in leva; Louvre, Državni muzej egiptovske umetnosti v Münchnu, Kunsthistorisches Museum na Dunaju, Muzej Royal Ontario v Torontu, Metropolitanski muzej umetnosti v New Yorku, Orientalski inštitut v Čikagu, Muzej šole za oblikovanje Rhode Islanda, Muzej umetnosti v Bostonu in umetniške galerije Univerze Yale v New Havenu v Connecticutu, vsak ima leva. Eden od procesijskih levov je nedavno berlinski Vorderasiatisches Museum posodil v Britanski muzej. [3]
Manjša reprodukcija vrat je bila zgrajena v Iraku pod Sadamom Huseinom kot vhod v muzej, ki še ni zaključen. Poškodba te reprodukcije je nastala po vojni v Iraku.

## Galerija
- Ostanki v 1930-ih izkopani na najdišču v Babilonu
- Turi in zmaji iz vrat v carigrajskem arheološkem muzeju
- Zmaj iz vrat
- Napis na zgradbi kralja Nebukadnezarja II.
- Levi in cvetlični okras procesijske poti.
- Turi iz Ištarinih vrat
- Replika Ištarinih vrat v Babilonu leta 2004
- Replika Ištarinih vrat v Babilonu leta 2011